# 홈챗
홈 챗(Home Chat)은 아말가메이티드 프레스에서 발행한 영국 주간 여성 잡지이다.

## 역사와 프로필
제1대 노스클리프 자작 앨프레드 함스워스는 홈 노트와 경쟁하기 위해 홈 챗을 창간했다. 그는 아말가메이티드 프레스를 운영했으며 그를 통해 잡지를 발행했다. 그는 1895년에 이 잡지를 창간했으며 1959년까지 발행되었다. 주간 발행되는 소형 잡지로 출판되었다. 이러한 여성 주간지에서 흔히 볼 수 있듯이 사회 가십과 가정생활 팁, 단편 소설, 옷 패턴, 레시피, 콘테스트 등을 다루었다.
편집자 중 한 명은 모드 브라운이었다. 그녀는 1919년에 은퇴하고 그녀의 자매인 플로라로 교체되었다.

## 수용과 발행 부수
1895년 186,000부의 발행 부수로 시작하여 1959년에는 323,600부로 마감했다. 제2차 세계 대전 이전에 발행 부수가 심각하게 감소했지만 폐간 전에 회복되었다.